# Sarah Jankovska
Sara Jankovska (født 13. august 1999) er en dansk fodboldspiller, der spiller midtbane/angreb for HB Køge i Gjensidige Kvindeliga og Danmarks kvindefodboldlandshold.
Begge hendes forældre er fra Nordmakedonien, men hun født og opvokset i Danmark. Hun havde indtil 2018 stadig nordmakedonsk statsborgerskab, men fik derefter dansk.